# Lynx (ruimteveer)

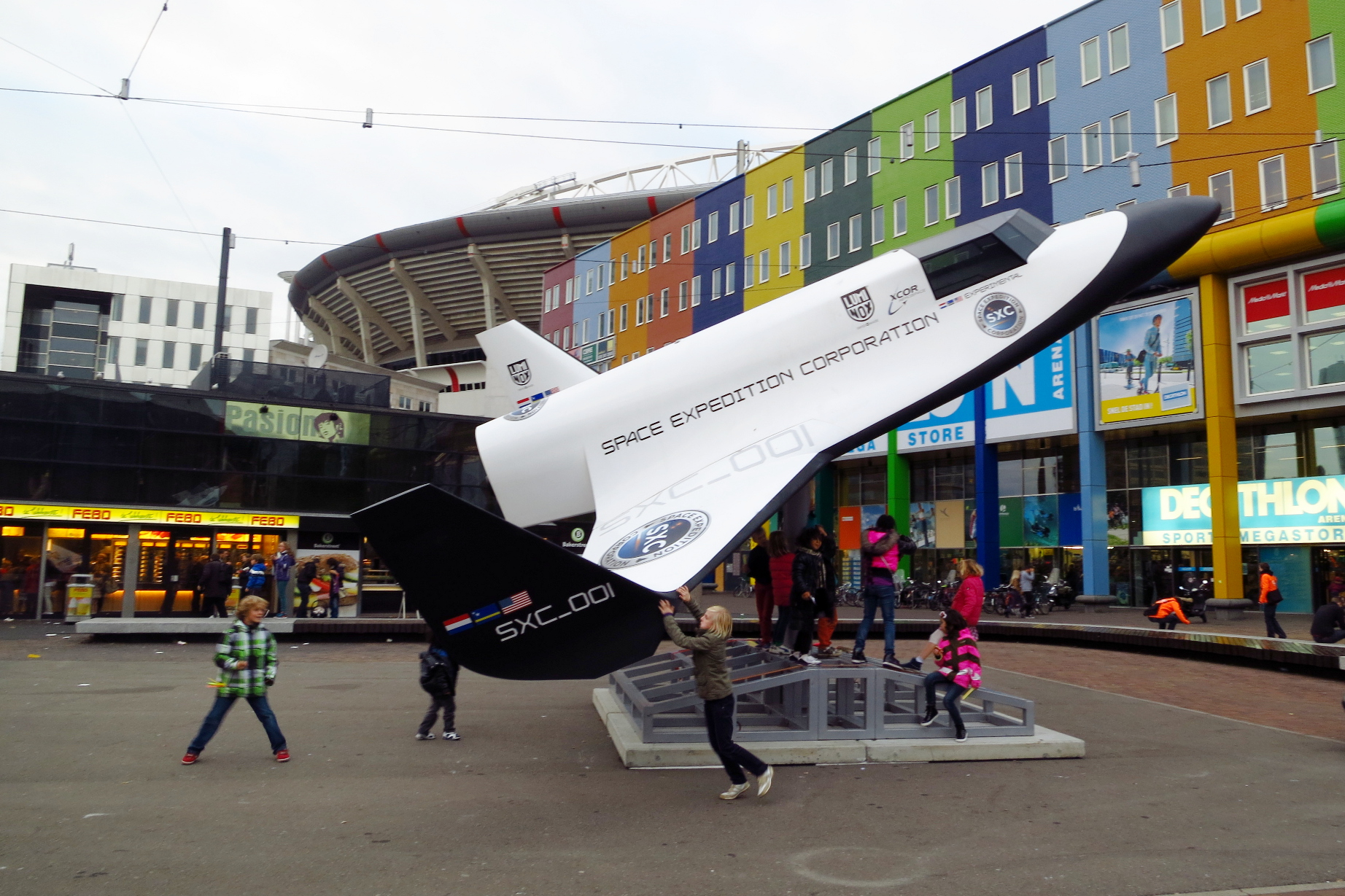
Model van de Lynx op ware grootte, tentoongesteld in Amsterdam in 2012

De Lynx was een klein ruimtevliegtuig dat werd ontwikkeld door het Amerikaanse bedrijf XCOR Aerospace voor commerciële ruimtevaart, waaronder ruimtetoerisme.
De Lynx zou onder meer gebruikt worden ruimtetoerismevluchten vanaf de geplande ruimtehaven Caribbean Spaceport (voorheen Spaceport Curaçao) op Curaçao International Airport (Hato) en vanaf de Amerikaanse ruimtehaven Mojave Air and Space Port. In mei 2016 werd de ontwikkeling van de Lynx stilgelegd en een derde van het XCOR-personeel ontslagen. Op 9 november 2017 ging XCOR failliet en kwam er definitief een eind aan de ontwikkeling.

## Beschrijving
De Lynx had ruimte voor twee personen, de piloot en een passagier. Het was de bedoeling dat ruimtetoeristen, voor circa 100.000 dollar, mee konden als passagier. De passagier zou echter niet tijdens de vlucht de stoel kunnen verlaten en gewichtloos door de cabine zweven.
Het ruimtevliegtuig was ongeveer 9 meter lang en had deltavleugels van ongeveer 7,5 meter lengte. Het ruimtevliegtuig zou, net als een normaal vliegtuig, horizontaal kunnen opstijgen en weer landen. De voortdrijving zou gebeuren door vier XR-5K18-raketmotoren. De Lynx is ontworpen voor suborbitale ruimtevluchten; het zou een hoogte van 100 kilometer moeten kunnen bereiken (de Kármánlijn). Het was de bedoeling om de Lynx maximaal vier vluchten per dag te laten uitvoeren vanaf een ruimtehaven met start- en landingsbanen van minstens 2400 meter, en het zou 40 vluchten moeten kunnen uitvoeren voordat het tijd was voor een onderhoudsbeurt.

## Ontwikkeling
De Lynx was in ontwikkeling bij XCOR, gevestigd op Mojave Air and Space Port. De eerste testvluchten van het prototype Mark I stonden ooit gepland voor 2013. Deze Mark I moest een hoogte van ongeveer 61 kilometer kunnen bereiken. Het prototype zou gevolgd worden door de verbeterde versies Mark II en de Mark III. Tot een proefvlucht is het echter nooit gekomen. In mei 2016 werd de ontwikkeling opgeschort en met het failliet van XCOR in 2017 definitief gestaakt.